# Traité numéro 5

Répartition des traités numérotés

Le Traité numéro 5 est un traité signé entre la reine Victoria et les bandes indiennes saulteuses et mogskégonnes autour du lac Winnipeg dans le district de Keewatin qui n'avaient pas déjà signé un traité. De nos jours, la région couverte par ce traité est composée du Centre et du Nord du Manitoba ainsi que quelques portions de la Saskatchewan et de l'Ontario.
Le Traité no 5 a été établi en deux tours, le premier en septembre 1875 et le second en septembre 1876. D'autres bandes ont signé le traité entre 1908 et 1910. Il fait partie des onze traités numérotés.

## Région couverte
Initialement, en septembre 1875, pour le Traité no 5, la Couronne avait l'intention d'inclure seulement les « Indiens » vivant à l'est et à l'ouest du lac Winnipeg visant la cession de leur territoire non couvert par des traités précédents incluant la migration de la bande de Norway House. Le territoire de la bande de Pimicikamak était au nord du lac Winnipeg et il fut inclus soit par accident ou soit par l'intention de Tepastenam (en) qui était présent lors de la signature à Norway House.[réf. nécessaire]
De nos jours, le territoire couvert par le Traité no 5 est composé du Centre et du Nord du Manitoba ainsi que quelques portions adjacentes de la Saskatchewan et de l'Ontario.

## Signatures
- 20 septembre 1875 : signature du traité à Berens River
- 24 septembre 1875 : signature du traité par les bandes de Norway House et de Pimicikamak à Norway House
- 27 septembre 1875 : signature du traité à Grand Rapids
- 28 septembre 1875 : signature du traité par la bande de Wa-Pang ou Dog-Head qui doit être incluse avec la réserve de Norway House
- 26 juillet 1876 : signature de Big Island sur l'île de Wa-Pang ou Dog-Head
- août 876 : signature des tribus de Grand Rapids à Berens River
- 7 septembre 1876 : signature de la bande saulteuse de Black River à Winnipeg
- 7 septembre 1876 : signature des bandes de la région à Le Pas
- 26 juin 1908 : signature d'adhésion de Split Lake
- 8 juillet 1908 : signature d'adhésion de Norway House
- 15 juillet 1908 : signature d'adhésion de Cross Lake (en)
- 30 juillet 1908 : signature d'adhésion de Nelson House (en)
- 25 août 1908 : signature d'adhésion de Fisher River
- 29 juillet 1909 : signature d'adhésion d'Oxford House
- 6 août 1909 : signature d'adhésion de God's Lake
- 13 août 1910 : signature d'adhésion d'Island Lake
- 9 juin 1910 : signature d'adhésion de Deer's Lake East
- 10 août 1910 : signature d'adhésion de York Factory

## Liste des Premières Nations du Traité 5

### AuManitoba
- Première Nation de Berens River
- Première Nation de Black River
- Première Nation de Bloodvein
- Nation crie de Bunibonibee (anciennement la Première Nation d'Oxford House)
- Nation crie de Chemawawin
- Nation crie de Fisher River
- Nation crie de Fox Lake
- Première Nation de Garden Hill
- Première Nation de God's Lake
- Première Nation de Hollow Water
- Première Nation de Kinonjeoshtegon
- Première Nation de Little Grand Rapids
- Nation crie de Manto Sipi
- Nation crie de Misipawistik (anciennement la Première Nation de Grand Rapids)
- Nation crie de Mosakahiken
- Nation crie de Nisichawayasihk (anciennement la Première Nation de Nelson House)
- Nation crie de Norway House
- Nation crie d'Opaskwayak
- Première Nation de Pauingassi
- Nation crie de Pimicikamak (en)
- Première Nation de Poplar River
- Première Nation de Red Sucker Lake
- Première Nation de St Theresa Point
- Première Nation de Sayisi Dene
- Première Nation de Shamattawa
- Nation crie de Tataskweyak
- Première Nation de War Lake
- Première Nation de Wasagamack
- Première Nation de York Factory

### EnOntario
- Première Nation de Deer Lake
- Première Nation de North Spirit Lake
- Première Nation de Pikangikum
- Première Nation de Poplar Hill
- Première Nation de Sandy Lake

### EnSaskatchewan
- Première Nation de Cumberland House (en)
- Première Nation de Red Earth
- Première Nation de Shoal Lake